# Arnulf Schröder
Arnulf Schröder (* 13. Juni 1903 in München; † 22. Dezember 1960 ebenda) war ein deutscher Schauspieler und Regisseur.

## Leben
Nach der Oberrealschule und tänzerischer Ausbildung bei Claire Bauroff und Schauspielunterricht bei Carl Graumann debütierte er 1920 an den Münchner Kammerspielen als Hänschen in Frühlings Erwachen. 1921 erhielt er ein Engagement in Kaiserslautern.
Danach war er in Hannover und von 1925 bis 1927 am Schauspielhaus in München verpflichtet. Von 1927 bis 1930 war er am Deutschen Theater in Berlin tätig und beteiligte sich 1929 an der Gründung des Kabaretts Die Katakombe. 1930 kehrte er nach München zurück, wo er seit 1932 auch als Theaterregisseur und seit 1942 als Oberspielleiter an den Bayerischen Staatstheatern tätig war. Zugleich leitete er seit 1935 die von ihm gegründete Staatliche Schauspielschule in München.
Ab 1933 nahm Schröder Filmangebote wahr, kam jedoch nur selten über Kurzauftritte hinaus. Von 1950 bis 1954 arbeitete er in Ankara, wo er 1951 bis 1953 als Professor am Staatlichen Konservatorium für die Schauspielerausbildung zuständig war und an den Türkischen Staatstheatern als Chefregisseur fungierte. Danach bearbeitete sowie inszenierte er klassische Dramen und arbeitete als Hörspielsprecher für den Bayerischen Rundfunk. Gelegentlich betätigte er sich auch als Synchronsprecher.
Arnulf Schröder wurde auf dem Münchner Nordfriedhof beigesetzt.

## Filmografie
- 1933: Roman einer Nacht
- 1936: Diener lassen bitten
- 1936: Die große und die kleine Welt
- 1936: Der lachende Dritte
- 1936: Du kannst nicht treu sein
- 1937: Die Erbschleicher
- 1938: Rote Orchideen
- 1938: Sergeant Berry
- 1939: Wasser für Canitoga
- 1939: Der arme Millionär
- 1939: Rheinische Brautfahrt
- 1939: Grenzfeuer
- 1940: Feinde
- 1940: Im Schatten des Berges
- 1941: Der siebente Junge
- 1941: Komödianten
- 1941: Jenny und der Herr im Frack
- 1942: Anuschka
- 1943: Der dunkle Tag
- 1949: Der blaue Strohhut
- 1950: Vom Teufel gejagt
- 1951: Entscheidung vor Morgengrauen (Decision Before Dawn)
- 1951: Unvergängliches Licht
- 1953: Arlette erobert Paris
- 1954: Ewiger Walzer
- 1954: Geliebtes Fräulein Doktor
- 1954: Die verschwundene Miniatur
- 1955: 08/15 in der Heimat
- 1955: San Salvatore
- 1955: Zwei Herzen und ein Thron
- 1955: Die Försterbuben
- 1958: Ein Amerikaner in Salzburg
- 1958: Auferstehung
- 1958: Taiga
- 1959: Der Haustyrann
- 1959: Johanna aus Lothringen
- 1959: Oh, diese Bayern! (nur Regie)
- 1960: The Bashful Elephant
- 1960: Die große Attraktion (The Big Show)
- 1960: Kopf in der Schlinge